# Чані
Чані (англ. Chani, [ˈtʃeɪni]) — персонажка всесвіту «Дюни», створеного Френком Гербертом, а саме у романах Дюна (1965) і Месія Дюни (1969). Відома перш за все як фрименська дружина і законна наложниця головного героя Пола "Муад'Діба" Атріда, Чані є дочкою імперського планетолога Лієт-Кінеса і його фрименської дружини Фарули, а пізніше матір'ю близнюків Ганіми і Лето II Атрідів. Вона повертається як ґгола і з'являється в романах Мисливці Дюни (2006) і Піщані хробаки Дюни (2007) Браяна Герберта і Кевіна Джеймс Андерсона, які завершують оригінальну серію.
Чані зображена акторкою Шон Янґ у фільмі Девіда Лінча «Дюна» (1984), Барборою Кодетовою у мінісеріалі «Дюна» (2000) та у сиквелі «Діти Дюни» (2003). Зендея зіграла Чані у фільмі Дені Вільнева «Дюна» 2021 року.

## Історія

### Виховання
Чані народилася на Арракісі, в сім'ї наполовину фрименського планетолога Лієта Кінеса і його повноправної фрименської дружини. Вона поступово перетворилася на грізну бійчиню і до моменту смерті батька вже служила під керівництвом Наба Стілґара.

### Знайомство з Полом
Коли Пол і його мати Джессіка втекли з Арракіна після вторгнення Дому Харконненів, вони швидко опинилися глибоко в пустелі Арракіса. Там, ховаючись в печерній системі від піщаних хробаків, вони були перехоплені групою мандрівних фрименів, серед яких була і Чані.
Її знайомство з Полом відбулося під час напруженого протистояння. Чані була добре знайома спадкоємцю Атрідів через її появу в його провидчих видіннях ще до його прибуття на Арракіс. Але для неї Пол спочатку був чужою людиною.

### Життя з Полом
Після того, як Стілґар зробив з Пола і Джесіки фрименів, Чані почала довгий роман з молодим герцогом і врешті народила сина Лето. Однак їх первісток був убитий грабіжниками з Дому Харконненів, поки Пол, Чані та Джессіка гостювали в іншому сієтчі.
Після поразки Дому Харконненів і Дому Корріно на Арракісі, а також подальшого сходження Пола до імператора та одруження з Ірулан Корріно, Чані стала його офіційною наложницею і залишалася його єдиною партнеркою.

## Сімейне дерево
|  |  |        |        |        |        |           |           |           |           | ???           | ???           | ???           | ???           | ???           | ???           |      |      | Лієт-Кайнс   | Лієт-Кайнс   | Лієт-Кайнс   | Лієт-Кайнс   | Лієт-Кайнс   | Лієт-Кайнс   |  |  |  |  |  |  |  |  |  |  |  |  |  |  |
|  |  |        |        |        |        |           |           |           |           | ???           | ???           | ???           | ???           | ???           | ???           |      |      | Лієт-Кайнс   | Лієт-Кайнс   | Лієт-Кайнс   | Лієт-Кайнс   | Лієт-Кайнс   | Лієт-Кайнс   |  |  |  |  |  |  |  |  |  |  |  |  |  |  |
|  |  |        |        |        |        |           |           |           |           |               |               |               |               |               |               |      |      |              |              |              |              |              |              |  |  |  |  |  |  |  |  |  |  |  |  |  |  |
|  |  |        |        |        |        | Пол Атрід | Пол Атрід | Пол Атрід | Пол Атрід | Пол Атрід     | Пол Атрід     |               |               | Чані          | Чані          | Чані | Чані | Чані         | Чані         |              |              |              |              |  |  |  |  |  |  |  |  |  |  |  |  |  |  |
|  |  |        |        |        |        | Пол Атрід | Пол Атрід | Пол Атрід | Пол Атрід | Пол Атрід     | Пол Атрід     |               |               | Чані          | Чані          | Чані | Чані | Чані         | Чані         |              |              |              |              |  |  |  |  |  |  |  |  |  |  |  |  |  |  |
|  |  |        |        |        |        |           |           |           |           |               |               |               |               |               |               |      |      |              |              |              |              |              |              |  |  |  |  |  |  |  |  |  |  |  |  |  |  |
|  |  |        |        |        |        |           |           |           |           |               |               |               |               |               |               |      |      |              |              |              |              |              |              |  |  |  |  |  |  |  |  |  |  |  |  |  |  |
|  |  | Лето ✞ | Лето ✞ | Лето ✞ | Лето ✞ | Лето ✞    | Лето ✞    |           |           | Лето II Атрід | Лето II Атрід | Лето II Атрід | Лето II Атрід | Лето II Атрід | Лето II Атрід |      |      | Ганіма Атрід | Ганіма Атрід | Ганіма Атрід | Ганіма Атрід | Ганіма Атрід | Ганіма Атрід |  |  |  |  |  |  |  |  |  |  |  |  |  |  |

## Адаптації
1. Чані зображена акторкою Шон Янґ у фільмі Девіда Лінча «Дюна» (1984)[3].
2. Барбора Кодетова[cs] зіграла її у мінісеріалі «Дюна» (2000) та у сиквелі «Діти Дюни» (2003)[4][5].
  - Еммет Ашер-Перрін з «Tor.com» писала, що "Кодетова божественна у ролі Чані, як своєю чутливістю, так і своєю люттю."[6]
3. Зендея втілила Чані у фільмі Дені Вільнева «Дюна» 2020 року[7][8].